# Koihime Musō
Koihime Musō (jap. 恋姫†無双, auch Koihime Musō: Doki Otome Darake no Sangokushi Engi, 恋姫†無双 ～ドキッ☆乙女だらけの三国志演義～) ist ein Ren’ai-Adventure-Strategie-Erogē des japanischen Spieleentwicklers BaseSon aus dem Jahr 2007. Das Spiel wurde als Anime und Manga adaptiert.

## Inhalt
Das Franchise basiert auf dem chinesischen Romanklassiker Die Geschichte der Drei Reiche. Die Handlung spielt während und nach dem Fall der Han-Dynastie in China, wobei aber die meisten Charaktere weiblich sind und die drei Königreiche, die nach der Han-Zeit entstanden, hier bereits zuvor existierten.
Zunächst sind die drei Königreiche den Han noch treu, doch dann bricht ein Bürgerkrieg aus, die Fürsten kämpfen gegeneinander und das Reich bricht zusammen. Dabei bilden sich mehrere Fraktionen: Die Shoku, geführt von Kazuto Hongō in Koihime Musō, die Gi-Fraktion unter Königin Sōsō vom Reich Wei, die Go-Fraktion, geführt von der Prinzessin Sonken des Wu-Reichs, die Tōtaku unter der Gouverneurin Tōtaku der Provinz Dong und die En/Yuan unter der Herrin Enshō der Provinz Yuan. Später kommen die Kōkintō unter den Zhang-Schwestern und Chōkaku, Chōhō und Chōryō und die Nanban geführt von Mōkaku dazu.

## Spielprinzip und Technik
Koihime Musō ist eine Visual Novel. Das Spielgeschehen wird als Text dargestellt, unterstützt durch Standgrafiken, gelegentliche Animationen sowie klangliche Untermalung. An zentralen Stellen des Geschehens kann der Spieler per Multiple Choice entscheiden, wie die Handlung weitergehen soll; die Handlungsstränge verzweigen sich dann nach Art eines Spielbuchs.

## Veröffentlichung der Spiele
Das von BaseSon entwickelte PC-Spiel erschien in Japan am 26. Januar 2007 bei Nexton. Die Leitung der Produktion hatte K. Baggio inne, als Autoren waren Izumi Kumashiro, Takuya Aoyama, Assault und Shiina Arai beteiligt. Kōnan Hachina, Tantaka, Hiyota Katagiri, Eiji Nichi und Hokuto Saeki waren für das Charakterdesign und Hintergründe verantwortlich, die Musik stammt von Takumaru, Ryō Mizutsuki und Ichinoryū Uehara.
Eine englische Fassung erschien am 28. Februar 2011 bei MangaGamer finanziert durch Nexton. Auf Grund der großen Figurenanzahl und damit verbundenen Kosten für die Lizenzierung der japanischen Synchronstimmen entschied sich Nexton die Stimmen erst ab 2000 verkauften Exemplaren für die englische Fassung zu lizenzieren. Eine Neuveröffentlichung mit den japanischen Stimmen erschien dadurch am 5. April 2012.
Am 20. November 2008 folgte die von Regista entwickelte jugendfreie Fassung für die PlayStation 2, die von Yeti vertrieben wurde.
Am 20. Dezember 2010 folgte in Japan eine Browserspiel-Adaption namens Web Koihime Musō (Web恋姫†無双), vertrieben durch Gamania Digital Entertainment. Im März 2012 öffnete die Beta-Anmeldung für die deutschsprachige Umsetzung unter dem Titel Koihime Musou – Battle Maidens.

## Manga
Eine Manga-Adaption der Spiele von der Zeichnerin Yayoi Hizuki erscheint seit April 2008 im Manga-Magazin Dengeki G's Festival! Comic des Verlags Media Works. Die Einzelkapitel erschienen auch in bisher einem Sammelband.

## Anime
Die Anime-Adaption des Spieles produzierte das Studio Dōga Kōbō im Jahr 2008. Regie führte Nobuaki Nakanishi und das Charakterdesign entwarf Miwa Oshima. Die Serie wurde vom 9. Juli 2008 bis zum 24. September 2009 kurz nach Mitternacht und daher am vorherigen Fernsehtag von Tokyo MX in Japan erstausgestrahlt, 15 Minuten später bei Chiba TV, ab 11. Juli bei KBS Kyōto, TV Aichi, ab 15. Juli bei TV Saitama und ab 25. Juli bei AT-X. Am 1. April 2009 wurde in Japan eine Original Video Animation zur Serie veröffentlicht.
Eine zweite Anime-Serie mit dem Titel Shin Koihime Musō (真・恋姫†無双) umfasste ebenfalls 12 Folgen und wurde erstmals vom 5. Oktober 2009 bis 21. Dezember 2009 auf AT-X übertragen. Eine dritte Staffel der Serie Shin Koihime Musō – Otome Tairan (真・恋姫†無双 ～乙女大乱～) folgte vom 4. April 2010 bis 17. Juni 2010. Sie hatte ebenfalls 12 Folgen. Beide Fortsetzungen wurden weitgehend vom gleichen Stab erstellt.

### Synchronisation
| Rolle                   | japanischer Sprecher (Seiyū) |
| ----------------------- | ---------------------------- |
| Chōhi Yokutoku/Rinrin   | Hiroka Nishizawa             |
| Kan'u Unchō/Aisha       | Nami Kurokawa                |
| Chōun Shiryū/Sei        | Emi Motoi                    |
| Shokatsuryō Kōmei/Shuri | Erika Narumi                 |
| Bachō Mōki/Sui          | Maki Kobayashi               |

### Musik
Der Vorspann der Serie ist unterlegt mit dem Lied flower of bravery von fripSide, für den Abspann verwendete man Yappari Sekai wa Atashi☆Legend!! (やっぱり世界はあたし☆れじぇんど!!) von fripSide NAO project!.